# Koštabona
Koštabona este o localitate din comuna Koper, Slovenia, cu o populație de 205 locuitori.